# NGC 2760
NGC 2760 is een niet-bestaand object in het sterrenbeeld Giraffe. Het hemelobject werd op 26 maart 1887 ontdekt door de Amerikaanse astronoom Lewis A. Swift.